# Simulium codreanui
Simulium codreanui es una especie de insecto del género Simulium, familia Simuliidae, orden Diptera.
Fue descrita científicamente por Sherban, en 1958.